# Prokop Sieniawski (chorąży)
Prokop Sieniawski herbu Leliwa (ur. ok. 1602, zm. 9 stycznia 1627) – rotmistrz (z 1621) i chorąży wielki koronny, nadworny (po 1622).

## Życiorys
Jego ojcem był Adam Hieronim Sieniawski (podczaszy koronny) (1576-1619), a matką - Katarzyna z Kostków Sieniawska (1576-1647). 
Prokop Sieniawski ożenił się w 1623 z Anną Eufrozyną Chodkiewicz (zm. 1633), dzięki czemu wszedł w posiadanie dóbr Gołogóry w woj. ruskim i tzw. hrabstwa na Szkłowie i Myszy.   
Jego synem był Adam Hieronim Sieniawski (1623/4-1650) - pisarz polny koronny i starosta lwowski (1648).  
Poseł na sejm 1625 roku z ziemi halickiej.
Nagrobek  Prokopa Sieniawskiego znajduje się w kaplicy zamkowej w Brzeżanach (obecnie zdewastowany). Cynowy sarkofag wykonany przez Jana Pfistera, podczas wojny polsko-bolszewickiej został przewieziony do Krakowa, obecnie znajduje się na zamku w Pieskowej Skale.

## Galeria

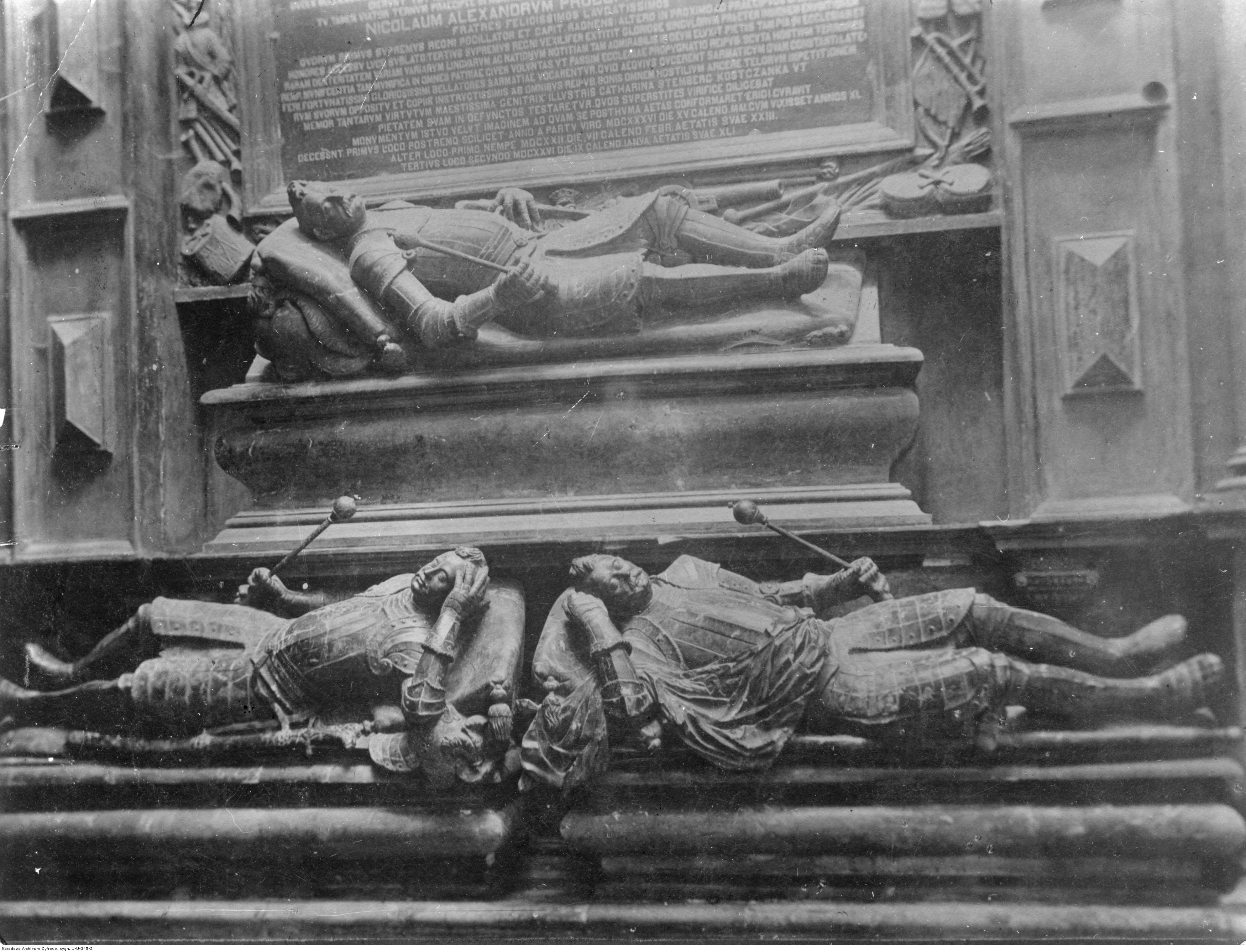
Nagrobek braci Mikołaja, Aleksandra i Prokopa Sieniawskich w kaplicy zamkowej w Brzeżanach
Sarkofag w Pieskowej Skale